# 傅思和
傅思和（1949年—），汉族，湖北武汉人，中华人民共和国政治人物、第十一届全国政协委员。
加入中国共产党，2003年4月任中共宁夏回族自治区党委常委、组织部部长。2006年4月担任中共中央组织部部务委员兼组织局局长。2008年，当选第十一届全国政协委员，代表特别邀请人士，分入第五十八组。